# Ландерс, Пауль
Пауль Ландерс (нем. Paul Landers), при рождении Хайко Пауль Хирше (нем. Heiko Paul Hirsche; род. 9 декабря 1964 года, Берлин, ГДР) — немецкий музыкант, ритм-гитарист группы Rammstein. Ранее он участвовал в панк-рок-группе Feeling B, которая оказала влияние на альтернативную музыкальную сцену ГДР в период с 1983 по начало 1989 года и записала незадолго до падения Берлинской стены первый официальный панк-альбом государственного лейбла Amiga.

## Детство
Хайко Пауль Хирше родился 9 декабря 1964 года в Берлине в семье славистов Антона и Эрики Хирше.
Отец Пауля Антон Хирше родился в Судетской области Чехословакии, а мать Эрика — в Лике, Восточная Пруссия (ныне — Элк, Польша). После Второй мировой войны им пришлось покинуть свои дома и перебраться в Германию, в город Галле, где они, будучи студентами, и познакомились.
Детство Хайко Пауль Хирше провел в Берлине, в районе Баумшуленвег. В школе учился посредственно и обладал очень слабым здоровьем, что породило слухи о том, что он родился недоношенным.
Год Хайко жил в Москве на улице Губкина и учился в школе при посольстве ГДР, где учил русский язык. Он до сих пор хорошо говорит на нём, демонстрируя своё знание в интервью русским телеканалам и на концертах в России, однако не может писать и читать.
Также у Хайко была сестра на три года старше него, которая училась играть на фортепиано. Он тоже учился игре на фортепиано, но учительница музыки была недовольна его поведением. После Хирше обучался игре на кларнете.
Помимо музыкальных увлечений, Хайко Хирше занимался конструированием. Среди его примитивных изобретений была лампа, которая включалась каждый раз, когда открывалась дверь в его комнату. Также Хирше был членом кружка «Юные матросы».
В 16 лет он покинул родительский дом из-за постоянных ссор с отцом. Хайко Пауль Хирше несколько раз менял своё полное имя и в конце концов убрал имя Хайко, став просто Паулем Хирше.

## Музыкальная карьера
В 1983 году Пауль Хирше совместно с Кристианом Лоренцем и Алёшей Ромпе основывает панк-рок-группу Feeling B, к которой позже присоединился Кристоф Шнайдер. В 1986 году вместе с Тиллем Линдеманном и Рихардом Круспе принимает участие в формировании другой группы, First Arsch. Кроме того, играл в ряде других музыкальных групп, включая Die Firma и Die Magdalene Keibel Combo.
В 1994 году Линдеманн, Круспе, Шнайдер и бас-гитарист Оливер Ридель принимают участие в фестивале Berlin Senate Metro Beat Contest и становятся победителями. Это позволяет им записать 4 демотрека в профессиональной студии. К ним вскоре присоединятся Ландерс и Флаке, и новообразованная группа берёт название Rammstein. По словам Тилля Линдеманна, Ландерс на ранних этапах существования группы много работал в студии звукозаписи. Среди прочего, он отвечал за аранжировки и поддерживал Линдеманна в написании текстов и исполнении. По словам Линдеманна, удары кулаками по бёдрам и коленям, характерные для сегодняшнего певца Rammstein, по предложению Ландерса стали элементом шоу.

## Гитары
- Gibson Paul Landers Signature Les Paul (с одним регулятором громкости и датчиками EMG, его основная гитара с 2009 по сей день)
- Gibson Les Paul Studio (с датчиками EMG)
- ESP Eclipse II White (его запасная гитара в 2009-11)
- ESP Eclipse PL
- Music Man Axis (использовал с 1994 по 2004 год. В 2004 поменял оригинальные датчики на EMG)
- Gibson Les Paul Studio Gothic (2004—2005)
- Fender Jazzmaster (использовал в клипе Mein Land)

## Личная жизнь
После школы Пауль Хирше параллельно учился на специалиста по телекоммуникациям, однако совмещать учёбу и музыкальную карьеру было очень трудно.
Свою будущую жену Никки Ландерс, уроженку Лейпцига, Пауль встретил в Хиддензе. Молодая пара нелегально снимала квартиру, что в ГДР было незаконно. В 1984 году они поженились. Брак продлился недолго и в 1987 году распался, но Пауль оставил себе фамилию жены.
20 июня 1990 у Ландерса родился сын Эмиль Рейнке, ныне актёр и музыкант группы Twocolors. Отношения с матерью Рейнке закончились через несколько лет, на ранних стадиях группы Rammstein.
С конца девяностых Ландерс находится в отношениях с визажисткой, с которой в 2001 году у них родилась дочь.